# Emarginea empyra
Emarginea empyra là một loài bướm đêm trong họ Noctuidae.